# حسین قره‌چانلو
حسین قره‌چانلو (زاده ۱۳۱۹ در تهران- درگذشت ۱۳۹۷ تهران)، استاد گروه تاریخ و تمدن ملل اسلامی دانشگاه تهران، مورخ، پژوهشگر و از متخصصان حوزه جغرافیای تاریخی جهان اسلام ایران بود.

## زندگی‌نامه
وی تحصیلات ابتدایی و دبیرستان را در تهران به پایان رسانید. سپس وارد دانشگاه شد و موفق به گرفتن مدرک لیسانس و فوق لیسانس و دکترا در رشته الهیات و معارف اسلامی از دانشگاه تهران شد.

## جایزه کتاب سال
ترجمه وی بر کتاب فاخر الاعلاق النفیسه ابن رسته در سال ۱۳۶۵ خورشیدی برنده کتاب سال جمهوری اسلامی ایران شد.

## مقالات
- بررسی و واکاوی عملکرد تاریخی موسی بن نصیر در فتح اندلس
- بلغار و «بلغارها» در منابع تاریخی و جغرافیای اسلامی از آغاز تا سدهٔ نهم هجری
- مناسبات سیاسی و نظامی غوریان با حکومت‌های همجوار
- امامزاده یحیی (ورامین)
- تحلیل دربارهٔ جیهانی و اثر جغرافیایی او المسالک و الممالک
- بحث کوتاهی دربارهٔ بادها از دیدگاه دانشمندان اسلامی
- تحلیلی از آثار ابن خرداذبه
- الاعلاق النفیسه
- استان کنونی ایلام و عیلام؛ پژوهشی در جغرافیای تاریخی ماسبذان و مهرجانقذق
- جغرافیای تاریخی ری
- جغرافیای تاریخی و آثار باستانی ورامین